# Корта (Грузия)
Корта (груз. ქორთა) — село в Грузии, на территории Онского муниципалитета края (мхаре) Рача-Лечхуми и Нижняя Сванетия.

## География
Село находится в северной части Грузии, к югу от реки Риони, приблизительно в 4 км к юго-юго-западу от города Они, административного центра муниципалитета. Абсолютная высота — 1392 метра над уровнем моря.

## Население
По результатам официальной переписи населения 2014 года, в Корте проживало 9 человек (6 мужчин и 3 женщины). В национальной структуре населения грузины составляли 100 %.
| Год  | Население, человек |
| ---- | ------------------ |
| 2002 | 19                 |
| 2014 | ↘ 9                |